# Леки крайцери тип „Карлсруе“
Карлсруе (на немски: Karlsruhe) са серия леки крайцери на Императорските военноморски сили от времето на Първата световна война. Втора серия леки крайцери на немските ВМС. Те са развитие на крайцерите от типа „Магдебург“. всичко от проекта са построени 2 единици: „Карлсруе“ (на немски: SMS Karlsruhe) и „Росток“ (на немски: SMS Rostock). Техен усъвършенстван вариант са крайцерите от типа „Грауденц“.

## Конструкция

### Размери и техника
Крайцерите от типа „Карлсруе“ са 139 m в дълги по водолинията и 142,2 m в като цяло. Ширината им е 13,7 m, а газенето 5,79 m. Водоизместимостта им се равнява на 4900 t, а при пълно натоварване – 6191 t. За производството на пара се използват 14 военноморски котела (12 въглищни, 2 нефтени). Парните турбини работят на 2 вала и имат проектна мощност от 26 000 к.с. Пълната им скорост е 27,8 възела (51,5 km/h). Но при „Карлсруе“ турбините достигат мощност 37 885 к.с. (28 251 кW), а максималната му скорост е 28,5 възела (52,8 km/h), а в същото време при „Росток“ максималната мощност е 43 628 к.с. (32 533 кW), а максималната скорост – 29,3 възела (54,3 km/h).

### Въоръжение
Корабите имат същото въоръжение, както и леките крайцери от типа „Магдебург“. Главният калибър се състои от дванадесет скорострелни 10,5 cm SK L/45 оръдия на единични лафети. Две от тях са редом отпред на бака, осем са разположени в средната част на съда, четири на всяка страна, и две са редом на кърмата. Оръдията имат максимална далекобойност до 12 700 m. Боекомплектът им съставлява 1800 изстрела. Крайцерите носят и два 50 cm траверсни подводни торпедни апарата с общ запас от пет торпеда. Освен това крайцерите могат да носят до 120 морски мини.

### Броня
Схемата на броневата защита повтаря предходния тип.
Дългият, макар и доста тесен броневи пояс с 60 mm никелова броня, в носовата си част той има дебелина 18 mm, в кърмовата липсва, хоризонталният участък от броневата палуба има дебела 20 mm никелова броня, скосовете са 40 mm. Малко след началото на главния пояс минава 40 mm носов траверс. Кърмовата част се защитава от 40 mm палуба и 60 mm скосове. Бойната рубка има дебелина на стените от 100 mm круповска броня, а стоманения 20 mm покрив е от никелова броня. Оръдията на главния калибър са прикрити от щитове с дебелина 50 mm. Далекомерът е прикрит от 30 mm броня.

## История на службата
„Карлсруе“ е заложен през 1911 г., спуснат на вода на 11 ноември 1912 г., влиза в строй на 15 януари 1914 г.
След влизането си в действие „Карлсруе“ е изпратен в Карибско море, където той следва да замени крайцера „Дрезден“. Той пристига в определения му район през юли 1914 г., няколко дни преди внезапното начало на Първата световна война. След началото на войната, крайцера предава част от въоръжението си на пътническия лайнер „Кронпринц Вилхелм“, така, последния може да действа в качеството на рейдер, но по времето в което съдовете си предават оборудването, британски крайцери определят местонахождението им и започват да преследват „Карлсруе“. По-високата му скорост позволява да им избяга, след което той действа около североизточното крайбрежие на Бразилия. Загива на 4 ноември 1914 г. от мощен взрив на борда, жертви на който стават 133 члена на екипажа. Причините за взрива не са установени точно и до днес.
„Росток“ е заложен през 1911 г., спуснат на 11 декември 1912 г., влиза в строй на 5 февруари 1914 г. „Росток“ служи във Флота на откритото море как лидер на миноносни флотилии. Служи и като разузнавач за линейните крайцери на контраадмирал Франц фон Хипер в операциите против британското крайбрежие и по време на сражението при Догер банк. По време на сражението британските линейни крайцери и потопяват броненосният крайцер „Блюхер“. През април 1916 г., той отново се заема с разузнаване за линейните крайцери по време на бомбардировките над Ярмут и Лоустофт, по време на които „Росток“ и пет други крайцера имат кратък боен сблъсък с британските сили.

## Коментари
1. ↑  Всички данни са към момента на влизането в строй.
2. ↑  Според немската класификация те се обозначават като малки крайцери (на немски: Kleiner Kreuzer).
3. ↑  Префиксът „SMS“ е от на немски: Seiner Majestat Schiff (Кораб на Негово Величество).
4. ↑  Съгласно номенклатурата на артилерията на флота на Германската империя „SK“ (Schnelladekanone) означава „скорострелно оръдие“, а L/45 означава сравнителната дължина на оръдието в калибри. В дадения случай L/45 означава, че дължината на оръдието съставлява 45 негови калибра (105 × 45).